# Bosque de la Pardina del Señor
El Bosque de la Pardina del Señor es un bosque mixto caducifolio de los Pirineos situado en el término municipal de Fanlo (Provincia de Huesca, España). También se conoce como Pardina de Ballarín.

## Senderos
El bosque se puede visitar recorriendo la carretera que une Fanlo y Sarvisé o tomando un camino GR-15 que se adentra en su interior. En octubre de 2015 se actualizó esta ruta en su totalidad como Sendero Turístico de Aragón, promovido por la Federación Aragonesa de Municipios y financiado por el Gobierno de Aragón y la Diputación Provincial de Huesca. Esto supuso el acondicionamiento de algunos de sus tramos y la renovación de su señalización, así como la variación de parte de su trazado. Así pues, el tramo completo entre Fanlo y Buesa se dividió en tres segmentos de diferente exigencia.
También se puede observar la panorámica del bosque, del Valle de Vió y de los picos del parque nacional de Ordesa y Monte Perdido, subiendo al pico del Comiello (1890 metros).